# Wet investeren in jongeren
De Wet investeren in jongeren (WIJ) was een Nederlandse wet die vastgesteld is in 2009. Per 1 januari 2012 is deze wet afgeschaft. Jongeren kunnen vanaf die datum een bijstandsuitkering aanvragen. Het doel van de wet was om jongeren tot 27 jaar aan werk of scholing te helpen. Om jongeren een grotere kans op de arbeidsmarkt te geven, is in 2006 de Leerplichtwet aangepast en is de kwalificatieplicht ingevoerd. Tot 18 jaar moeten zij, zolang ze nog geen startkwalificatie hebben, naar school. De komst van de WIJ moest voorkomen dat jongeren na hun 18e alsnog zonder diploma thuis zouden komen te zitten. In plaats van bijstand kregen zij recht op een werkleeraanbod. De volledige naam van de wet luidt: Wet van 1 juli 2009, houdende bevordering duurzame arbeidsinschakeling jongeren tot 27 jaar (Wet investeren in jongeren).

## Uitvoering door de gemeente
De WIJ verplichtte gemeenten om jongeren van 18 tot 27 jaar die een bijstandsuitkering aanvroegen een aanbod te doen. Dat kon een aanbod zijn voor werk, scholing of een combinatie van beide. Jongeren die een baan accepteerden, kregen salaris in plaats van een uitkering. Jongeren die een leeraanbod aanvaardden, kregen een inkomen dat even hoog was als een bijstandsuitkering. Werd het aanbod van de gemeente niet geaccepteerd, dan ontving de jongere geen uitkering.
Het werkleertraject stopte wanneer de jongere een betaalde baan vond, een opleiding ging volgen waarvoor hij studiefinanciering ontving of wanneer hij 27 jaar werd. Liep een werkleertraject af, dan moest de gemeente, zolang de jongere nog geen werk had en onder de 27 jaar was, een nieuw aanbod doen.
activiteiten
De gemeenteraad moest in vijf verordeningen regelen hoe ze de wet uitvoerde. Dat leverde extra rechtszekerheid voor de jongeren op. Die verordeningen gingen over:
- de inhoud van een werkleeraanbod
- de verlaging van de inkomensvoorziening
- de fraudebestrijding
- de betrekking tot de cliëntenparticipatie
- het verlagen of verhogen van de norm voor bepaalde categorieën jongeren en onder welke voorwaarden dat gebeurt.

kosten en middelen
Het aantal jongeren dat onder het werkleerrecht ging vallen, werd in 2009 op circa 25.600 geraamd.
Voor de kosten voor gemeenten verwachtte de Minister het volgende beeld:
- Voor circa 9.000 jongeren zouden de kosten voor de gemeente zeker afnemen (geen uitkering meer).
- Voor circa 6.000 jongeren was er een min en een plus (geen uitkering meer, maar wel loonkostensubsidie), waarbij de min groter is dan de plus.
- Voor circa 10.000 jongeren bleven de administratieve lasten grosso modo ten minste gelijk.

De conclusie van de Minister was daarom dat naar verwachting de administratieve lasten per saldo zouden afnemen. De schatting bedraagt in uren van ambtenaren van de sociale dienst ongeveer 235.000 uren en de besparing op de out of pocket-kosten is ongeveer € 186.000. 
Het rijk verwachtte in 2009 een netto besparing op de bijstandsuitkeringen (inclusief bovengenoemde besparingen) van € 18 miljoen in 2009, € 88 miljoen in 2010 en van € 143 miljoen de jaren daarna.